# Gravedad tensor-vector de Gauge
La gravedad tensor-vector de Gauge  ( GVT ) es una generalización relativista del paradigma de dinámica newtoniana modificada (MOND) de Mordehai Milgrom  donde los campos de Gauge causan el comportamiento MOND. Los logros covariantes anteriores de MOND, como la gravedad tensor-vector-escalar de Bekenstein y la gravedad escalar-tensor-vector de Moffat, atribuyen el comportamiento MONDiano a algunos campos escalares. GVT es el primer ejemplo en el que el comportamiento MONDiano se asigna a los campos vectoriales de Gauge. Las principales características de GVT se pueden resumir de la siguiente manera:
- Como se deriva del principio de acción, la GVT respeta las leyes de conservación ;
- En la aproximación de campo débil de la solución estática y esféricamente simétrica, GVT reproduce la fórmula de aceleración MOND;
- Puede adaptar el efecto de lente gravitacional .
- Está en total acuerdo con la acción de Einstein-Hilbert en las gravedades fuerte y newtoniana.

Sus grados de libertad dinámicos son:
- Dos campos de Gauge : {\displaystyle B_{\mu },{\widetilde {B}}_{\mu }} ;
- Una métrica, {\displaystyle g_{\mu \nu }} .

## Detalles
La geometría física, vista como las partículas, representa la geometría de Finsler (tipo Randers):
{\displaystyle ds={\sqrt {-g_{\mu \nu }dx^{\mu }dx^{\nu }}}+\left(B_{\mu }+{\widetilde {B}}_{\mu }\right)dx^{\mu }}
Esto implica que la órbita de una partícula con masa {\displaystyle m} puede derivarse de la siguiente acción efectiva:
{\displaystyle S=m\int d\tau \left({\frac {1}{2}}{\dot {x}}^{\mu }{\dot {x}}^{\nu }g_{\mu \nu }+\left(B_{\mu }+{\widetilde {B}}_{\mu }\right){\dot {x}}^{\mu }\right).}
Las cantidades geométricas son riemannianas. La GVT es, por tanto, una gravedad bi-geométrica.

### Acción
La acción de la métrica coincide con la de la gravedad de Einstein-Hilbert:
{\displaystyle S_{\text{Grav}}={\frac {1}{16\pi G}}\int d^{4}x\,{\sqrt {-g}}R}
donde {\displaystyle R} es el escalar de Ricci construido a partir de la métrica. La acción de los campos de Gauge es la siguiente:
{\displaystyle {\begin{aligned}S_{B}&=-{\frac {1}{16\pi G\kappa \ell ^{2}}}\int d^{4}x{\sqrt {-g}}\,L\left({\frac {\ell ^{2}}{4}}B_{\mu \nu }B^{\mu \nu }\right)\\S_{\widetilde {B}}&=-{\frac {1}{16\pi G{\widetilde {\kappa }}{\widetilde {\ell }}^{2}}}\int d^{4}x{\sqrt {-g}}\,L\left({\frac {{\widetilde {\ell }}^{2}}{4}}{\widetilde {B}}_{\mu \nu }{\widetilde {B}}^{\mu \nu }\right)\end{aligned}}}
donde L tiene los siguientes comportamientos asintóticos MOND
{\displaystyle L(x)={\begin{cases}x&x\gg 1\\{\frac {2}{3}}|x|^{\frac {3}{2}}&x\leqslant 1\end{cases}}}
y {\displaystyle \kappa ,{\widetilde {\kappa }}} representan las constantes de acoplamiento de la teoría mientras {\displaystyle \ell ,{\widetilde {\ell }}} son los parámetros de la teoría y {\displaystyle \ell <{\widetilde {\ell }}.}

### Acoplamiento a la materia
La métrica se acopla al tensor energía-momento. La corriente de materia es el campo fuente de ambos campos de Gauge. La corriente de materia es
{\displaystyle J^{\mu }=\rho u^{\mu }}
donde {\displaystyle \rho } es la densidad y {\displaystyle u^{\mu }} representa la cuatro velocidad.

## Regímenes de la teoría GVT
La GVT admite el régimen de gravedad newtoniano y MOND; pero admite el régimen post-MONDiano.

### Regímenes fuertes y newtonianos
El régimen fuerte y newtoniano de la teoría se define como aquel en el que se cumple:
{\displaystyle {\begin{aligned}L\left({\frac {\ell ^{2}}{4}}B_{\mu \nu }B^{\mu \nu }\right)&={\frac {\ell ^{2}}{4}}B_{\mu \nu }B^{\mu \nu }\\L\left({\frac {{\widetilde {\ell }}^{2}}{4}}{\widetilde {B}}_{\mu \nu }{\widetilde {B}}^{\mu \nu }\right)&={\frac {{\widetilde {\ell }}^{2}}{4}}{\widetilde {B}}_{\mu \nu }{\widetilde {B}}^{\mu \nu }\end{aligned}}}
La consistencia entre la aproximación del gravitoelectromagnetismo a la teoría GVT y la predicha y medida por la gravedad de Einstein-Hilbert exige que
{\displaystyle \kappa +{\widetilde {\kappa }}=0}
lo que resulta en
{\displaystyle B_{\mu }+{\widetilde {B}}_{\mu }=0.}
Por tanto, la teoría coincide con la gravedad de Einstein-Hilbert en sus regímenes newtoniano y fuerte.

### Régimen MOND
El régimen MOND de la teoría se define como
{\displaystyle {\begin{aligned}L\left({\frac {\ell ^{2}}{4}}B_{\mu \nu }B^{\mu \nu }\right)&=\left|{\frac {\ell ^{2}}{4}}B_{\mu \nu }B^{\mu \nu }\right|^{\frac {3}{2}}\\L\left({\frac {{\widetilde {\ell }}^{2}}{4}}{\widetilde {B}}_{\mu \nu }{\widetilde {B}}^{\mu \nu }\right)&={\frac {{\widetilde {\ell }}^{2}}{4}}{\widetilde {B}}_{\mu \nu }{\widetilde {B}}^{\mu \nu }\end{aligned}}}
Así que la acción para el campo {\displaystyle B_{\mu }} se vuelve cuadrática. Para la distribución de masa estática, la teoría se convierte entonces al modelo AQUAL de gravedad  con la aceleración crítica de
{\displaystyle a_{0}={\frac {4{\sqrt {2}}\kappa c^{2}}{\ell }}}
Así pues, la teoría GVT es capaz de reproducir las curvas planas de velocidad de rotación de las galaxias. Las observaciones actuales no solucionan {\displaystyle \kappa } que supuestamente es de orden uno.

### Régimen post-MONDiano
El régimen post-MONDiano de la teoría se define donde ambas acciones de {\displaystyle B_{\mu },{\widetilde {B}}_{\mu }} son cuadráticas. El comportamiento de tipo MOND se suprime en este régimen debido a la contribución del segundo campo de Gauge.